# 조지 웨아
조지 타울론 마네 오퐁 오스만 웨아(영어: George Tawlon Manneh Oppong Ousman Weah, 문화어: 조지 웨아, 1966년 10월 1일~)는 라이베리아의 정치인, 축구인으로 선수 시절 공격수로 활약했으며 제25대 라이베리아의 대통령을 역임했다.

## 축구인 경력
1995년에는 FIFA 올해의 선수, 발롱도르, 아프리카 올해의 선수로 선정되기도 했다. 현재까지 유럽과 남미 국적이 아닌 유일한 FIFA 올해의 선수, 발롱도르 수상자이다. 또한 웨아는 FIFA 올해의 선수 가운데 모국팀이 FIFA 월드컵에 진출하지 못한 유일한 사람이다.
카메룬 프로리그에서 뛰던 조지 웨아는 팀을 리그 우승으로 이끌었던 1988년, 전 아스널의 감독인 아르센 벵거 감독을 만나 유럽 무대에 첫 발을 내딛게 되었다. 1990년대 프랑스 르샹피오나의 최고 명문 구단인 AS 모나코와 그가 전성기를 보낸 파리 생제르맹에서 맹활약 했고, 이를 발판으로 1995년 세리에 A의 명문인 AC 밀란으로 이적 자신의 축구 인생에 있어 황금기를 맞이하였고, 1988년 카메룬 리그 우승을 시작으로 르샹피오나 우승 1회, 쿠프 드 프랑스 우승 3회, 세리에 A 우승 2회, 잉글랜드 FA컵 우승 1회 등을 차지하며 '우승 제조기'라는 별명까지 붙으며 축구 선수로서 모든 것을 이루었다.
또 조지 웨아는 지난 100년 동안 대륙별 최고의 축구스타를 뽑는 투표에서도 남아메리카의 펠레, 유럽의 요한 크라위프, 북아메리카의 우고 산체스, 아시아의 차범근과 함께 20세기의 아프리카 선수로 선정되기도 했다.
2002년 FIFA 월드컵의 지역 예선전에서도 맹활약을 하며 자국 국가대표팀의 선전을 이끌었지만 나이지리아에 밀려 탈락하면서 본선 무대를 밟지 못했다.

## 수상

### 우승
- 라이베리아 1부 : 1985–86, 1986–87
- 라이베리아 컵 : 1985–86
- 리그 1 : 1993–94
- 쿠프 드 프랑스 : 1990-91, 1992–93, 1994–95
- 쿠프 드 라 리그 : 1994–95
- 세리에 A : 1995–96, 1998–99
- FA컵 : 1999-00

### 개인
- 발롱도르 : 1995
- 옹즈도르 : 1995
- FIFA 올해의 선수 : 1995
- 아프리카 올해의 선수 : 1989, 1994, 1995
- UEFA 챔피언스리그 득점왕 : 1994-95
- ESM 올해의 팀 : 1995-96
- 디비시옹 1 최우수 외국인 선수 : 1990-91
- 커팅턴 대학 명예 박사학위 : 2018
- FIFA 페어플레이 상 : 1996
- 골든풋 : 2005

#### 선정
- 월드사커 역대 선수 100인
- 플라카르 역대 선수 100인
- Planète Foot's 역대 선수 50인
- 프랑스풋볼 아프리카 레전드 30인
- 세계 축구 명예의 전당
- AC밀란 명예의 전당
- FIFA 100 : 2004

## 정치인 경력
축구 선수에서 은퇴한 이후에는 정치인으로 활동하고 있다. 2005년 라이베리아 대선에 출마하였으나 엘렌 존슨-설리프에 패하여 당선되지는 못했다.
이후 2017년 라이베리아 대선에 출마하여 조셉 보아카이와 2차 결선 투표까지 가는 접전 끝에 1944년 이후 73년 만에 처음으로 민주적 정권 교체가 이루어져 대통령으로 선출됐다.

## 여담
친조카인 패트릭 웨아는 현재 미국 메이저 리그 사커의 미네소타 유나이티드에서 공격수로 활동 중이며 처조카인 카일 던컨 역시 미국 MLS의 뉴욕 레드불스에서 수비수로 뛰고 있다.
그리고 친아들인 티머시 웨아는 미국 축구 국가대표팀의 일원으로 2022년 FIFA 월드컵 본선 최종 엔트리에 합류하며 아버지가 선수 시절 이루지 못했던 월드컵 본선 진출의 꿈을 대신 이루게 되었고 UEFA 유로 2016 4강에 빛나는 웨일스와의 2022년 FIFA 월드컵 B조 조별리그 1차전에서 월드컵 데뷔골을 신고하며 미국의 8년만의 월드컵 16강 복귀를 이끌었다.

## 역대 선거 결과
| 선거명      | 직책명                 | 대수 | 정당         | 1차 득표율 | 1차 득표수 | 2차 득표율 | 2차 득표수 | 결과 | 당락                      |
| ----------- | ---------------------- | ---- | ------------ | ---------- | ---------- | ---------- | ---------- | ---- | ------------------------- |
| 2005년 선거 | 라이베리아의 대통령    | 24대 | 민주변혁회의 | 28.27%     | 275,265표  | 40.60%     | 327,046표  | 2위  | 낙선                      |
| 2011년 선거 | 라이베리아의 부통령    | 29대 | 민주변혁회의 | 32.68%     | 394,370표  | 9.29%      | 62,207표   | 2위  | 낙선                      |
| 2014년 선거 | 상원의원 (몽세라도 주) | 53대 | 민주변혁회의 | 77.99%     | 99,226표   |            |            | 1위  | 몽세라도 주 상원의원 당선 |
| 2017년 선거 | 라이베리아의 대통령    | 25대 | 민주변혁회의 | 38.37%     | 596,037표  | 61.54%     | 732,185표  | 1위  |                           |
| 2023년 선거 | 라이베리아의 대통령    | 26대 | 민주변혁회의 | 43.83%     | 804,087표  | 49.36%     | 793,914표  | 2위  | 낙선                      |